# NGC 4535
NGC 4535 ist eine Balken-Spiralgalaxie vom Hubble-Typ SAB(s)c im Sternbild Jungfrau auf der Ekliptik, die schätzungsweise 85 Millionen Lichtjahre von der Milchstraße entfernt. Die Entfernungsmessungen basierend auf den Radialgeschwindigkeiten stimmen nicht mit den rotverschiebungsunabhängigen Entfernungsschätzungen von 51 ± 12 Millionen Lichtjahren überein. Sie ist Teil des Virgo-Galaxienhaufens, einer Ansammlung von Galaxien, die alle durch ihre gegenseitige Anziehungskraft zusammengehalten werden. 

Weil die Galaxie in kleineren Teleskopen leicht zu übersehen ist, wird sie manchmal "Lost Galaxy" (Verlorene Galaxie) genannt. Dieser Spitzname geht auf einen Artikel des Amateurastronomen Leland S. Copeland aus den 1950er-Jahren zurück.
Das Objekt wurde am 28. Dezember 1785 von dem deutsch-britischen Astronomen Friedrich Wilhelm Herschel entdeckt

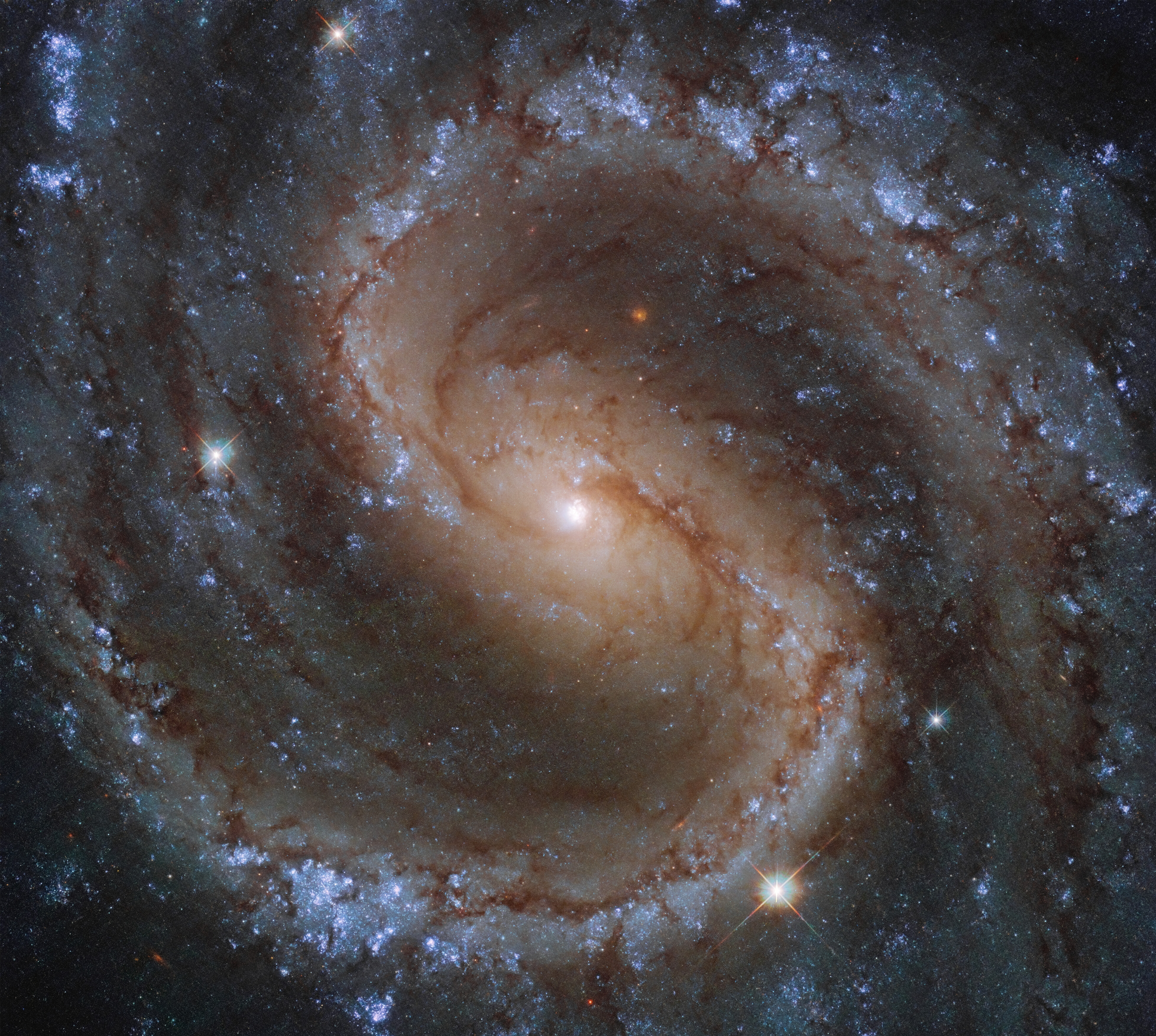
Der zentrale Bereich von NGC 4535, aufgenommen mithilfe des Hubble-Weltraumteleskop.
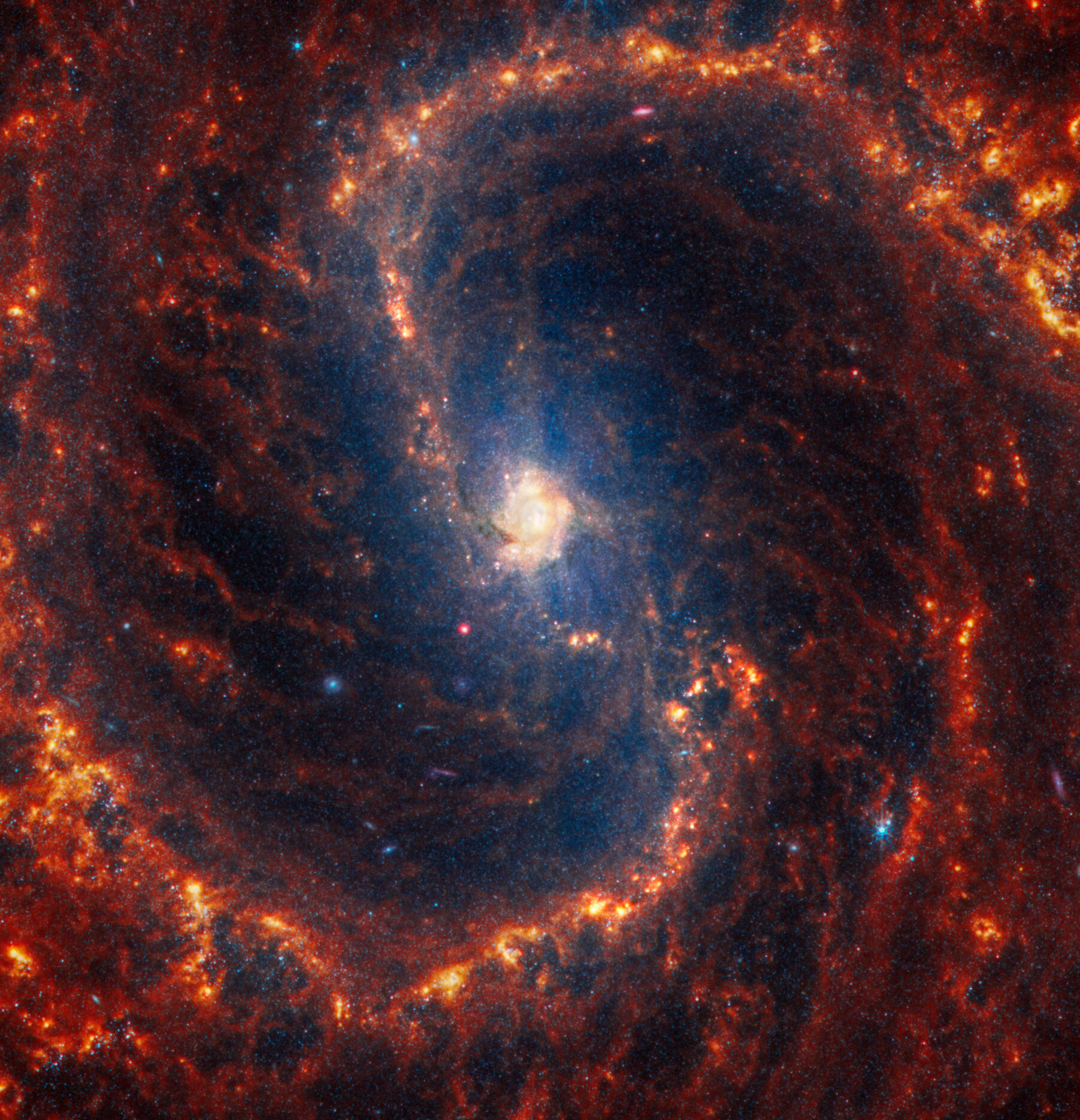
Infrarotaufnahmen mithilfe des James-Webb-Weltraumteleskops

## NGC 4535-Gruppe (LGG 296)
| Galaxie   | Alternativname | Entfernung/Mio. Lj |
| --------- | -------------- | ------------------ |
| NGC 4482  | PGC 41272      | 79                 |
| NGC 4492  | PGC 41383      | 75                 |
| NGC 4532  | PGC 41811      | 87                 |
| NGC 4535  | PGC 41812      | 85                 |
| NGC 4570  | PGC 42096      | 77                 |
| NGC 4598  | PGC 42427      | 85                 |
| NGC 4612  | PGC 42574      | 76                 |
| NGC 4623  | PGC 42647      | 78                 |
| IC 3591   | PGC 42108      | 70                 |
| IC 3617   | PGC 42348      | 90                 |
| PGC 41861 | UGC 7739       | 88                 |
| PGC 42230 | UGC 7802       | 77                 |
| PGC 42068 | MCG +1-32-111  | 77                 |
| PGC 42378 | VCC 1804       | 82                 |